# Музей воды (Лиссабон)
Музей воды (порт. Museu da Água) — музей в городе Лиссабоне.

## История
Музей открыт в 1967 году. Был разработан и посвящен истории водоснабжения Лиссабона. Этот небольшой, но содержательный музей был создан вокруг первой паровой насосной станции города.

## Экспозиция
В постоянно действующей выставочном зале представлены экспонаты, макеты, инсталляции и мультимедийные экспозиции, рассказывающие об истории, современном состоянии и перспективах водоснабжения и водоотведения города. Все это охватывает все возрастные времена Лиссабона — с эпохи римлян и доныне. Считается лучшим в мире музеем воды, добившись многочисленных правительственных и всемирных наград музейного направления.